# Lanceur (astronautique)
Pour les articles homonymes, voir Lanceur.

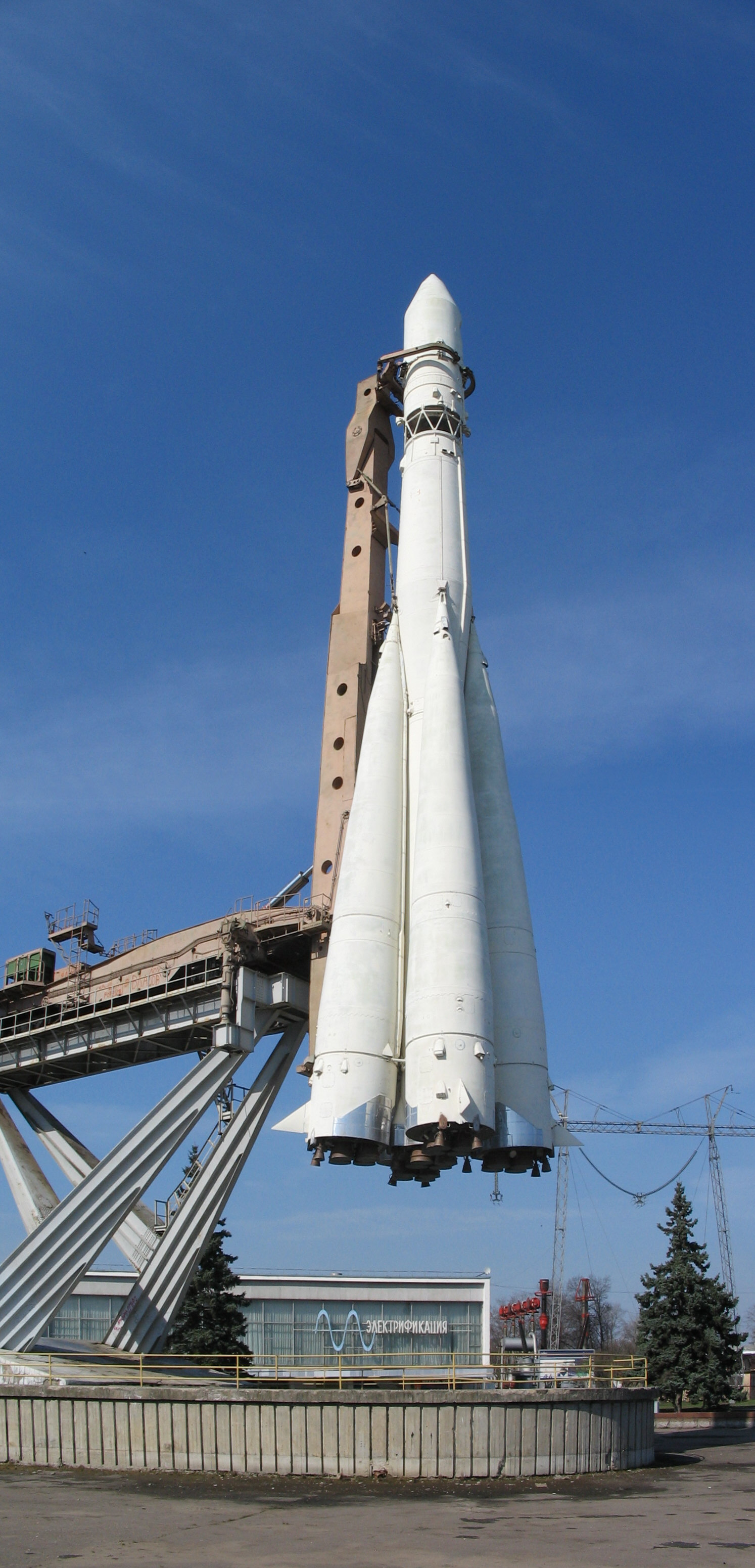
Fusée Vostok.

Dans le domaine astronautique, un lanceur est une fusée capable de placer une charge utile en orbite autour de la Terre ou de l'envoyer dans l'espace interplanétaire. La charge utile peut être un satellite artificiel, placé en orbite terrestre basse ou en orbite géostationnaire, ou une sonde spatiale qui quitte l’attraction terrestre pour explorer le système solaire. Pour y parvenir, un lanceur doit pouvoir imprimer à sa charge utile une vitesse horizontale d'environ 8 km/s et l'élever au-dessus des couches denses de l'atmosphère terrestre (environ 200 km). Pour répondre aux différents besoins, des lanceurs de toute taille ont été construits depuis le lanceur SS-520 de 2,6 tonnes capable de placer 4 kg en orbite basse jusqu'à la fusée Saturn V de 3 000 tonnes pouvant y placer 140 tonnes.
Un lanceur est un engin complexe nécessitant la maitrise d'un grand nombre de technologies touchant aux domaines de la métallurgie, de la chimie et de l'électronique. À la suite de la première satellisation d'un engin spatial réussie en 1957 à l'aide d'une fusée Semiorka, l'espace est devenu un enjeu politique puis économique et militaire majeur et les nations les plus avancées sur le plan technique ont progressivement développé leurs propres lanceurs.
En 2017, une dizaine de pays (États-Unis, Russie, Europe, Japon, Chine, Inde, Israël, Iran, Corée du Nord, Corée du Sud) disposent de leur propre lanceur. Mais leur coût élevé, compris entre 10 millions € pour un lanceur léger (1 tonne placée en orbite basse) et 200 millions € pour un lanceur lourd (25 tonnes en orbite basse), limite leur usage. Depuis une vingtaine d'années, il y a entre 50 et 100 lancements annuels. Les tirs sont effectués depuis des bases de lancement comprenant de nombreuses installations spécialisées (bâtiment d'assemblage, aire de lancement, centre de contrôle) et situées dans des emplacements choisis en fonction de contraintes de logistique, de sécurité et d'optimisation des performances des lanceurs.
Le lanceur est de manière standard non réutilisable, c'est-à-dire que ses composants sont perdus après usage. La perte du lanceur après chaque tir constitue un frein important au développement de l'activité spatiale dans la mesure où il contribue à augmenter son coût de manière significative. Pour abaisser ceux-ci, plusieurs techniques permettant de réutiliser tout ou partie du lanceur ont fait l'objet de développements plus ou moins poussés. Le premier lanceur partiellement réutilisable, la navette spatiale américaine, s'est révélée à l'usage plus coûteuse que les lanceurs classiques. La piste du lanceur orbital monoétage utilisant une propulsion classique (X-33) est aujourd'hui abandonnée car elle nécessite de réduire la masse à vide du lanceur dans des proportions qui ne peuvent être atteintes avec les technologies existantes. L'avion spatial utilisant des moteurs aérobies (Skylon) n'a pas dépassé le stade de la planche à dessins. La seule réussite fin 2015 est la récupération du premier étage du lanceur Falcon 9 dont l'intérêt économique, compte tenu des coûts inhérents à la technique utilisée (réduction de la charge utile, coût de récupération et de remise en état, surcoût assurance), n'a pas encore été démontré.

## Historique

### Premiers lanceurs
Les Allemands réalisent leurs premières tentatives de lancement de fusées en 1931. Mais les premiers lancements réussis n'ont lieu qu'en 1942 : le V2 est la première fusée moderne, utilisée à des fins militaires. En 1945, les ingénieurs allemands sont une prise de guerre que se partagent les Américains (opération Paperclip) et les Soviétiques (opération Osoaviakhim). 
Durant la décennie 1950, la tension très forte entre l'Union soviétique et les États-Unis et le développement de l'arme atomique conduisent au développement d'engins capables de lancer à grande distance une bombe atomique. Des études sont menés en parallèle autour d'engins ailés non pilotés et de fusées inspirés du missile V2 développé par les Allemands durant la Seconde Guerre mondiale. C'est cette deuxième technique qui l'emporte et très rapidement les deux pays mettent au point une série de missiles balistiques à longue portée. L'utilisation de ce type d'engin pour la mise en orbite est rapidement identifié et les premiers lanceurs opérationnels capables de placer une charge utile en orbite sont mis au point immédiatement après la réalisation des premiers missiles balistiques opérationnels. Le premier lanceur est la fusée soviétique R-7 Semiorka qui place en orbite le 4 octobre 1957 le premier satellite artificiel Spoutnik 1. Le lanceur très lourd pour l'époque (plus de 250 tonnes) a une carrière très brève en tant que missile balistique intercontinental mais en tant que lanceur a par contre une carrière particulièrement longue puisqu'elle se poursuit encore aujourd'hui avec la fusée Soyouz.

### La première génération de lanceurs américains
Aux États-Unis, les différents corps militaires ont chacun développé au milieu des années 1950 des missiles balistiques à courte, moyenne ou longue portée. Plusieurs d'entre eux donnent naissance à plusieurs familles de lanceurs à la durée de vie particulièrement longue : ainsi le lanceur Delta II, qui est la dernière version d'une famille de lanceurs développée à partir du missile Thor à la fin des années 1950, ne prend sa retraite qu'en 2017. Les missiles balistiques développés après 1961 ne font plus l'objet de conversions en lanceur à l'exception très marginale du lanceur Minotaur. Durant la décennie 1950 les ingénieurs américains multiplient les innovations grâce aux investissements massifs suscités par la tension entre les deux superpuissances de l'époque plongés en pleine Guerre froide. Si les premiers lanceurs Juno/Mercury-Redstone sont encore très proches sur le plan technique du missile allemand V2, les lanceurs mis au point quelques années plus tard n'ont plus grand-chose de commun avec la fusée de von Braun. La poussée et l'impulsion spécifique des moteurs-fusées est fortement accrue, l'électronique joue un rôle décisif dans le pilotage, de nouvelles combinaisons d'ergols sont mises au point et la masse structurelle est allégée de manière spectaculaire (Atlas). À côté des lanceurs issus de missiles convertis, deux lanceurs légers sans filiation militaire sont développés pour lancer principalement des satellites scientifiques. La fusée Vanguard dont le premier vol a lieu en 1956, et qui possède une charge utile de 45 kg a une courte carrière avec des résultats mitigés. Le lanceur Scout (premier vol 1961, charge utile de 50 à 150 kg) a une carrière qui se prolonge jusqu'en 1984. 
| Missile     | Missile   | Missile        | Missile      | Lanceur(s) dérivé(s) | Lanceur(s) dérivé(s) | Lanceur(s) dérivé(s) | Lanceur(s) dérivé(s) | Lanceur(s) dérivé(s)      | Lanceur(s) dérivé(s) | Lanceur(s) dérivé(s)                                               | Lanceur(s) dérivé(s)                                                             |
| Désignation | Portée    | Opérateur      | Opérationnel | Lanceur              | Étages               | Masse                | Longueur             | Charge utile Orbite basse | Premier vol          | Vols remarquables                                                  | Autres lanceurs dérivés                                                          |
| ----------- | --------- | -------------- | ------------ | -------------------- | -------------------- | -------------------- | -------------------- | ------------------------- | -------------------- | ------------------------------------------------------------------ | -------------------------------------------------------------------------------- |
| Redstone    | 300 km    | Armée de Terre | 1958         | Juno I               | 4                    | 29 t                 | 21 m                 | 11 kg                     | 1958                 | Premier satellite artificiel américain Explorer I                  |                                                                                  |
| Redstone    | 300 km    | Armée de Terre | 1958         | Mercury-Redstone     | 1                    | 30 t                 | 25 m                 | Vol suborbital : 1,8 t    | 1960                 | Premier vol (suborbital) d'un astronaute américain                 |                                                                                  |
| Jupiter     | 2 400 km  | Armée de l'Air | 1958         | Juno II              | 4                    | 55 t                 | 24 m                 | 41 kg                     | 1958                 | Première sonde spatiale américaine Pioneer 4                       |                                                                                  |
| Thor        | 2 400 km  |                | 1958         | Thor Able            | 3                    | 52 t                 | 27 m                 | 120 kg                    | 1958                 | Lancement de Explorer 6 (première photo de la Terre)               | Thor-Agena : 1,5 t 1959-1968                                                     |
| Thor        | 2 400 km  | Delta-Thor     | 1958         | 3                    | 54 t                 | 31 m                 | 226 kg               | 1960                      |                      | Delta II : 6,4 t 1990-2017                                         |                                                                                  |
| Atlas       | 14 000 km | Armée de l'Air | 1959         | Mercury-Atlas        | 1,5                  | 120 t                | 29 m                 | 1,36 t                    | 1960                 | Premier vol spatial américain avec équipage Mercury-Atlas 6 (1962) | Atlas-Centaur : 4 t 1962-1983 Atlas II : 7 t 1991-2004 Atlas III : 11 t 200-2005 |
| Titan       | 10 000 km | Armée de l'Air | 1961         | Titan II             | 2                    | 154 t                | 30 m                 | 3,8 t                     | 1964                 | Lanceur utilisé pour le programme Gemini                           | Titan III C : 29 t 1965-1982 Titan IV : 22 t 1989-2005                           |

En Union soviétique, tous les lanceurs du début de l'ère spatiale sont également dérivés de missiles balistiques développés dans les années 1950. Contrairement à ce qui se passe aux États-Unis, ce mouvement de conversion se poursuit par la suite lorsque de nouveaux modèles de missiles apparaissent.
| Missile     | Missile   | Missile      | Missile      | Lanceur(s) dérivé(s) | Lanceur(s) dérivé(s) | Lanceur(s) dérivé(s) | Lanceur(s) dérivé(s) | Lanceur(s) dérivé(s)      | Lanceur(s) dérivé(s) | Lanceur(s) dérivé(s)                    | Lanceur(s) dérivé(s)                                           |
| Désignation | Portée    | Constructeur | Opérationnel | Lanceur              | Étages               | Masse                | Longueur             | Charge utile Orbite basse | Premier vol          | Vols remarquables                       | Autres lanceurs dérivés                                        |
| ----------- | --------- | ------------ | ------------ | -------------------- | -------------------- | -------------------- | -------------------- | ------------------------- | -------------------- | --------------------------------------- | -------------------------------------------------------------- |
| R-7         | 8 000 km  | OKB-1        | 1959         | Spoutnik             | 4                    | 269 t                | 31 m                 | 1,3 t                     | 1957                 | Premier satellite artificiel Spoutnik 1 | Vostok : 5,5 t 1960-1991 Molnia : 1964-2010 Soyouz : 9 t 1966- |
| R-12        | 2 000 km  |              | 1959         | Cosmos               | 2                    | 48 t                 | 31 m                 | 420 kg                    | 1961                 |                                         | Cosmos M, Cosmos 2                                             |
| R-14        | 3 700 km  | OKB-586      | 1961         | Cosmos 1             | 2                    | 107 t                | 26 m                 | 1,4 t                     | 1961                 |                                         | Cosmos 3M, Cosmos 3 : 1964-2012                                |
| UR-500      | 12 000 km | OKB-52       | -            | Proton               | 3 ou 4               | 693 t                | 53 m                 | 22,8 t                    | 1965                 |                                         | Cosmos 3M, Cosmos 3 : 1964-2012                                |
| UR-100N     | 10 000 km | OKB-52       | 1982         | Rokot                | 2                    | 107 t                | 29 m                 | 2 t                       | 1990                 |                                         | Strela : 2003-                                                 |
| R-36        | 15 000 km | OKB-586      | 1966         | Tsiklon-2            | 2                    | 177 t                | 32 m                 | 3,4 t                     | 1966                 |                                         | Tsiklon 2M : 2,85 t 1967-2006 Tsiklon 3 : 4,1 t 1977-2009      |
| R-36        | 15 000 km | OKB-586      | 1966         | Dnepr                | 3                    | 213 t                | 34 m                 | 4,5 t                     | 1999                 |                                         |                                                                |

### Course à l'espace et la montée en puissance
La course à l'espace entre l'Union soviétique et les États-Unis pousse ces deux pays à développer des lanceurs de plus en plus puissants. Il faut notamment placer en orbite des vaisseaux spatiaux habités de plus en plus lourds, des missions d'exploration du système solaire plus complexes et des satellites de télécommunications (orbite géostationnaire) qui gagnent en capacité.

### Les navettes spatiales américaines et soviétique
|                    | pays | premier vol      | dernier vol      |
| ------------------ | ---- | ---------------- | ---------------- |
| Navette Challenger |      | 4 avril 1983     | 28 janvier 1986  |
| Navette Columbia   |      | 12 avril 1981    | 16 janvier 2003  |
| Navette Discovery  |      | 30 août 1984     | 24 février 2011  |
| Navette Atlantis   |      | 3 octobre 1985   | 8 juillet 2011   |
| Navette Endeavour  |      | 7 mai 1992       | 16 mai 2011      |
| Navette Bourane    |      | 15 novembre 1988 | 15 novembre 1988 |

### Les lanceurs de la décennie 2020
Plusieurs lanceurs lourds entrent en production durant la décennie 2020.
|                              |             |         |         |           | Charge utile | Charge utile |                            |
| Lanceur                      | Premier vol | Masse   | Hauteur | Poussée   | Orbite basse | Orbite GTO   | Autre caractéristique      |
| ---------------------------- | ----------- | ------- | ------- | --------- | ------------ | ------------ | -------------------------- |
| H3 (24L)                     | 2023        | 609 t   | 63 m    | 9 683 kN  |              | 6,5 t        |                            |
| New Glenn                    | 2024        |         | 82,3 m  | 17 500 kN | 45 t         | 13 t         | Premier étage réutilisable |
| Falcon Heavy                 | 2018        | 1 421 t | 70,0 m  | 22 800 kN | 63,8 t       | 26,7 t       | Premier étage réutilisable |
| Vulcan (441)                 | 2024        | 566 t   | 57,2 m  | 10 500 kN | 27,5 t       | 13,3 t       |                            |
| Space Launch System (Bloc I) | 2022        | 2 660 t | 98 m    | 39 840 kN | 70 t         |              |                            |
| Ariane 6 (64)                | 2024        | 860 t   | 63 m    | 10 775 kN | 21,6 t       | 11,5 t       |                            |
| OmegA (Heavy)                | Annulé      | 440 t   | 60 m    |           |              | 10,1 t       |                            |

## Caractéristiques techniques
D'un point de vue technique, le lanceur est une fusée dont la principale spécificité est d'être suffisamment puissante pour pouvoir atteindre la vitesse de satellisation minimale qui sur Terre est de 7,9 km/s (vitesse horizontale). Il y a très peu de différences entre un lanceur et les autres types de fusée telles que la fusée-sonde utilisée pour sonder la haute atmosphère dans le cadre d'une mission scientifique ou le missile balistique intercontinental capable d'emporter une charge nucléaire à quelques milliers de kilomètres. Ainsi presque tous les lanceurs du début de l'ère spatiale sont dérivés de missiles balistiques reconvertis : Semiorka (Voskhod, Soyouz, Vostock, Molnia) , Cosmos, Juno , Longue Marche 2/3/4, Atlas, Delta, Titan, Thor. D'autres sont des fusées-sondes améliorées : ces dernières sont d'ailleurs parfois reconverties en lanceur en ne modifiant que la programmation du vol et en réduisant la masse de la charge utile. Le lanceur comme le missile est propulsé par des moteurs-fusées pouvant fonctionner en mode anaérobie. Il comporte plusieurs étages, qui sont largués au fur et à mesure, pour lui permettre d'atteindre la vitesse nécessaire à la mise en orbite. La charge utile qui doit être envoyée dans l'espace est placée au sommet du lanceur sous une coiffe qui est larguée dès que les couches plus denses de l'atmosphère ont été traversées.

### Propulsion et ergols
Le système de propulsion constitue la caractéristique la plus importante d'un lanceur comme pour toute fusée (fusée-sonde, missile balistique). Toutefois le lanceur a des contraintes spécifiques :
- les lanceurs lourds nécessitent une poussée au décollage particulièrement importante ;
- la phase de propulsion se poursuit parfois longtemps dans l'espace ;
- pour certaines orbites la propulsion doit pouvoir être relancée à plusieurs reprises
- afin de réduire les coûts, certains lanceurs sont développés pour pouvoir être réutilisés avec des répercussions sur les moteurs-fusées mis en œuvre ;
- la toxicité des ergols utilisés pour la propulsion est de moins en moins bien acceptée dans le contexte de l'activité spatiale

### Kérosène / Oxygène
Les premiers missiles balistiques à l'origine des familles de lanceurs qui vont longtemps occuper une place prépondérante utilisent principalement la combinaison d'ergols liquides kérosène/oxygène qui constitue un bon compromis entre performance, masse volumique et complexité de mise en œuvre. Les lanceurs Soyouz, Delta, Atlas utilisent cette technique pour le premier étage. 

### Ergols hypergoliques
Pour les missiles balistiques le mélange Kérosène / Oxygène présente l'inconvénient de ne pouvoir être stocké en permanence dans les réservoirs de l'engin et donc de nécessiter une phase de remplissage avant le lancement trop longue (jusqu'à plusieurs heures) pour répondre aux contraintes opérationnelles qui nécessitent un délai de mise à feu de quelques secondes. La deuxième génération de missiles utilise des ergols stockables qui présentent toutefois l'inconvénient d'être très toxiques et moins performants. Les lanceurs dérivés de cette génération de missile sont la fusée américaine Titan, les lanceurs soviétiques, puis russes, Proton, Dnepr, Rockot, Strela ainsi que les lanceurs issus de missiles d'inspiration soviétique : Longue Marche 2/3/4 chinois, Safir iranien, Unha nord-coréen. C'est également ces ergols qui sont utilisés par les lanceurs européens Ariane 1, 2, 3 et 4. La toxicité des ergols et leurs performances réduites ont conduit à l'abandon de ce mode de propulsion au fur et à mesure du renouvellement des familles de lanceurs. En 2017, les principaux lanceurs qui utilisent encore ce mélange sont les Proton en cours de remplacement par l'Angara et les Longue Marche 2/3/4 en cours de remplacement par les Longue Marche 5 6 et 7.

## Capacité d'un lanceur
La capacité d'un lanceur se mesure selon plusieurs critères. Le principal est la masse qu'il peut satelliser. La charge utile peut occuper un volume important ou nécessiter une accélération et un régime de vibrations réduits que tous les lanceurs ne peuvent pas offrir.

### Masse de la charge utile
La performance d'un lanceur se mesure d'abord par sa capacité à placer une charge utile plus ou moins lourde en orbite. On range ainsi les lanceurs dans des grandes catégories reposant sur la masse satellisable : depuis le lanceur léger capable de placer environ 1 à 2 tonnes en orbite basse (par exemple Vega), au lanceur lourd pouvant lancer 20 à 25 tonnes (Ariane 5) en passant par lanceur de taille intermédiaire pouvant emporter une charge d'une dizaine de tonnes (Soyouz). Deux lanceurs plus puissants ont été développés par le passé dans le cadre de la course à la Lune : le lanceur américain Saturn V (140 tonnes en orbite basse dans sa dernière version) et le lanceur soviétique N-1 (95 tonnes). Ces lanceurs très coûteux ont été retirés du service au début des années 1970 après l'arrêt du programme Apollo.
Mi-2010 deux lanceurs capables de placer en orbite plus de 25 tonnes sont en phase de développement Falcon Heavy (53 tonnes en orbite basse) et Space Launch System (70 à 130 tonnes).

### Volume sous la coiffe
La taille de la coiffe joue un rôle important car elle conditionne le volume des charges utiles emportées. En général la taille de la coiffe est corrélée avec le diamètre du lanceur. Pour permettre l'emport de charges utiles volumineuses, elle a souvent un diamètre plus important que le lanceur mais le rapport de diamètre ne doit pas être trop important pour ne pas générer de contraintes trop fortes sur la structure durant la traversée des couches basses de l'atmosphère. 

### Lancement multiple
Presque tous les lanceurs sont aujourd'hui qualifiés pour effectuer des lancements multiples c'est-à-dire larguer plusieurs charges utiles sur des orbites différentes. 

### Orbite
Selon les missions, le lanceur peut placer sa charge utile sur des orbites différentes. Celles-ci sont caractérisées par leur altitude, la forme de l'orbite (circulaire ou plus ou moins fortement elliptique) et l'inclinaison orbitale. Le type d'orbite visé et la position du site de lancement influent sur la puissance nécessaire pour l'atteindre. La masse que peut placer en orbite un lanceur donné dépend donc de sa destination. Les principales orbites terrestres sont dans l'ordre de puissance nécessaire croissante :
- l'orbite terrestre basse (LEO) est utilisée par certains satellites scientifiques, la Station spatiale internationale ISS) et les satellites de renseignement ;
- l'orbite héliosynchrone est utilisée par les satellites d'observation de la Terre et les satellites de renseignement ;
- l'orbite géostationnaire (GEO) est principalement utilisée par les satellites de télécommunications, les satellites météorologiques et les satellites d'alerte avancée ;
- l'orbite moyenne est utilisée par les satellites de navigation ;
- l'orbite de transfert géostationnaire (GTO) est une orbite temporaire très elliptique qui permet au satellite d'atteindre une position où il peut utiliser sa propre propulsion pour se place en orbite géostationnaire ;
- l'orbite haute pour les satellites scientifiques et certains satellites de télécommunications. Les sondes spatiales à destination de la Lune sont placés sur une orbite de ce type.

Enfin le lanceur peut placer une charge utile sur une orbite interplanétaire c'est-à-dire qui lui permet d'échapper à l'attraction terrestre. Parmi celles-ci, les destinations les plus couramment visées sont : 
- les orbites autour des points de Lagrange L1 et L2 utilisées par les satellites scientifiques : télescope spatial, observation du Soleil et météorologie spatiale ;
- l'orbite de transfert vers la planète Mars.

| Orbite                              | Ariane 5                              | Vega                                  | Soyouz | Atlas V (série 500)  | Falcon 9 V1.1 FT | Zenit |
| ----------------------------------- | ------------------------------------- | ------------------------------------- | ------ | -------------------- | ---------------- | ----- |
| Orbite basse                        | 20 t                                  | 2 t                                   | 9 t    | 18,8 t               | 22,8 t           |       |
| Orbite héliosynchrone               | > 10 t altitude 800 km inclinaison 0° | 1,4 t altitude 700 km inclinaison 90° |        | 15 t altitude 200 km |                  |       |
| Orbite de transfert géostationnaire | > 10 t                                |                                       | 3,2 t  | 8,9 t                | 8 t              | 3,8 t |
| Point de Lagrange L2                | 6,6 t                                 |                                       |        |                      |                  |       |
| Orbite de transfert vers la Lune    | 7 t                                   |                                       |        |                      |                  |       |
| Vitesse de libération               | 4 550 kg V∞ = 3,475 km/s              |                                       |        |                      | 4 t (Mars)       |       |

## Base de lancement
Le lanceur est tiré depuis une base de lancement qui comprend de nombreuses installations spécialisées : bâtiment d'assemblage, aire de lancement, centre de contrôle. La base de lancement est située dans des emplacements choisis en fonction de contraintes de logistique, de sécurité et d'optimisation des performances des lanceurs. Un carneau d’environ vingt mètres de profondeur reçoit les gaz produit par le fonctionnement des moteurs au décollage.

## Synthèse de l'activité de lancement entre 2012 et 2022
|  | Nombre de lancements spatiaux par pays (sélection) et par année Avec 78 lancements les États-Unis reprennent la tête du classement grâce à la multiplication des vols de Falcon 9 (60) portés par le déploiement de la constellation Starlink. La Chine repasse en deuxième position mais avec un nombre de tirs qui continue de progresser (+9 par rapport à l'année précédente). Le nombre de tirs de la Russie, qui se maintient en 3e place, progresse (+5 tirs). L'Europe fait un score médiocre (échec du lanceur léger Vega et retard du premier vol Ariane 6). L'Inde, sans doute mal remise des répercussions de l'épidémie du Covid, n'a pas retrouvé son rythme de lancement d'avant crise. L'activité de lancement japonaise est pratiquement à l'arrêt avec un seul tir de son lanceur Epsilon qui est un échec. Enfin la Nouvelle-Zélande maintient le rythme de lancement de son micro-lanceur. |
|  | Nombre de lancements spatiaux par lanceur (sélection) et par année Le lanceur Falcon 9 avec 60 vols en 2022 (nouveau record) domine le marché. Suivent des lanceurs anciens : Soyouz et Longue Marche 2/3/4. La fusée Electron (9 vols en 2022) domine largement le marché très actif des micro-lanceurs. L'Atlas V qui devrait être remplacé progressivement à compter de l'année prochaine fait également un bon score (7 vols en 2022). |
|  | Nombre de lancements spatiaux par type et par année La part de marché des lanceurs lourds croit fortement principalement grâce à l'envolée des tirs de la fusée Falcon 9. Les micros-lanceurs et lanceurs légers voient le nombre de tir croitre sensiblement tandis que celui des lanceurs moyens stagne. |

## Lanceurs par pays: état des lieux fin 2019
Les tableaux ci-dessous résume l'activité de lancement sur trois décennies (1990 à 2019)
- Les lanceurs retirés avant janvier 1990 ne sont pas recensés dans les tableaux
- La charge utile indiquée est généralement la charge utile de la version la plus puissante pour un lancement en orbite basse.
- Technologie : p = lanceur à propergol solide, c = lanceur utilisant des ergols cryogéniques, h = ergols hypergoliques, c+p = ergols cryogéniques + propulseurs d'appoint à propergol solide, c+c = ergols cryogéniques + propulseurs d'appoint à ergols cryogéniques, n=navette spatiale

### États-Unis
| Lanceurs                    | Premier et dernier vol | Charge utile          | Technologie      | nbre vols 1957-1989 | 1990-1999 | 1990-1999     | 1990-1999       | 2000-2009 | 2000-2009     | 2000-2009       | 2010-2019 | 2010-2019     | 2010-2019       | 2020-2029 | 2020-2029     | 2020-2029       |
| --------------------------- | ---------------------- | --------------------- | ---------------- | ------------------- | --------- | ------------- | --------------- | --------- | ------------- | --------------- | --------- | ------------- | --------------- | --------- | ------------- | --------------- |
| Lanceurs                    | Premier et dernier vol | Charge utile          | Technologie      | nbre vols 1957-1989 | nbre tirs | échecs totaux | échecs partiels | nbre tirs | échecs totaux | échecs partiels | nbre tirs | échecs totaux | échecs partiels | nbre tirs | échecs totaux | échecs partiels |
| Atlas V                     | 2002-                  | LEO : 9,75 à 20 t.    | c+p              |                     |           |               |                 | 19        | 0             | 1               | 62        | 0             | 0               | 4         | 0             | 0               |
| Delta IV                    | 2002-                  | LEO : 8,1 à 23 t.     | c                |                     |           |               |                 | 11        | 0             | 1               | 29        | 0             | 0               | 1         | 0             | 0               |
| Delta/II/III                | 1960-2018              | LEO : jusqu'à 8,3 t.  | c+p              | 190                 | 85        | 3             | 1               | 61        | 0             | 0               | 8         | 0             | 0               |           |               |                 |
| Atlas                       | 1959-2004              | LEO : jusqu'à 10,7 t. | c+c              | 495                 | 62        | 2             | 1               | 24        | 0             | 0               |           |               |                 |           |               |                 |
| Navette spatiale américaine | 1981-2011              | LEO : 24,5 t.         | n                | 32                  | 64        | 0             | 0               | 33        | 1             | 0               | 6         | 0             | 0               |           |               |                 |
| Titan                       | 1964-2005              | LEO : 20 t.           | c+p              | 190                 | 38        | 5             | 1               | 15        | 0             | 0               |           |               |                 |           |               |                 |
| Scout                       | 1960-1994              | LEO : 0,21 t.         | p                | 119                 | 6         | 0             | 0               |           |               |                 |           |               |                 |           |               |                 |
| Falcon 9                    | 2010-                  | LEO : 22,8 t.         | c                |                     |           |               |                 |           |               |                 | 77        | 1             | 1               | 26        | 0             | 0               |
| Falcon Heavy                | 2018-                  | LEO : 64 t.           | c                |                     |           |               |                 |           |               |                 | 3         | 0             | 0               | 0         | 0             | 0               |
| Antares                     | 2013-                  | LEO : 7 t.            | c/p              |                     |           |               |                 |           |               |                 | 11        | 1             | 0               | 3         | 0             | 0               |
| Minotaur                    | 2000-                  | LEO : 1,7 t.          | p                |                     |           |               |                 | 8         | 0             | 0               | 8         | 0             | 0               | 1         | 0             | 0               |
| Pegasus                     | 1990-                  | LEO : 0,4 t.          | p                |                     | 28        | 2             | 3               | 12        | 1             | 0               | 2         | 0             | 0               | 0         | 0             | 0               |
| Taurus                      | 1994-2017              | LEO : 1,6 t.          | a                |                     | 4         | 0             | 0               | 4         | 2             | 0               | 2         | 1             | 0               |           |               |                 |
| Conestoga                   | 1995-1995              | LEO : ?               | p                |                     | 1         | 1             | 0               |           |               |                 |           |               |                 |           |               |                 |
| Athena                      | 1995-1999              | LEO : 0,8 à 2 t.      | p                |                     |           |               |                 | 6         | 2             | 0               |           |               |                 |           |               |                 |
| SPARK                       | 2015-                  | LEO : 0,3 t.          | p                |                     |           |               |                 |           |               |                 | 1         | 1             | 0               | 0         | 0             | 0               |
| Falcon 1                    | 2006-2009              | LEO : 0,7 t.          | c                |                     |           |               |                 | 5         | 3             | 0               |           |               |                 |           |               |                 |
| Total États-Unis            | Total États-Unis       | Total États-Unis      | Total États-Unis | 1026                | 288       | 13            | 6               | 198       | 7             | 2               | 209       | 4             | 1               | 35        | 0             | 0               |

Autres lanceurs : 
- Famille Ares (projet abandonné) : Ares I, Ares IV, Ares V
- Space Launch System (en développement)
- Starship (en développement)
- New Glenn (en développement)
- Vulcan (en développement)
- Vector-R abandonné)
- LauncherOne (en développement)

### Russie / Ukraine
| Lanceurs              | Premier et dernier vol | Charge utile          | Technologie           | nbre vols 1957-1989 | 1990-1999 | 1990-1999     | 1990-1999       | 2000-2009 | 2000-2009     | 2000-2009       | 2010-2019 | 2010-2019     | 2010-2019       |
| --------------------- | ---------------------- | --------------------- | --------------------- | ------------------- | --------- | ------------- | --------------- | --------- | ------------- | --------------- | --------- | ------------- | --------------- |
| Lanceurs              | Premier et dernier vol | Charge utile          | Technologie           | nbre vols 1957-1989 | nbre tirs | échecs totaux | échecs partiels | nbre tirs | échecs totaux | échecs partiels | nbre tirs | échecs totaux | échecs partiels |
| Soyouz                | 1966-                  | LEO : 9 t.            | c                     | 1422                | 215       | 4             | 2               | 101       | 2             | 1               | 163       | 6             | 3               |
| Proton                | 1965-                  | LEO : 21 t.           | h                     | 182                 | 87        | 4             | 3               | 81        | 1             | 3               | 71        | 6             | 2               |
| Angara                | 2014-                  | LEO : 2 à 23 t.       | c                     |                     |           |               |                 |           |               |                 | 2         | 0             | 0               |
| Rockot                | 1990-2019              | LEO : 1,95 t.         | h                     | 0                   | 4         | 1             | 0               | 12        | 1             | 0               | 20        | 1             | 1               |
| Zenit                 | 1985-                  | LEO : 13,7 t.         | c                     | 13                  | 21        | 5             | 0               | 37        | 2             | 1               | 13        | 1             | 0               |
| Cosmos                | 1967-2012              | LEO : 0,5 à 1,5 t.    | h                     | 365                 | 55        | 1             | 0               | 24        | 1             | 1               | 1         | 0             | 0               |
| Tsiklon               | 1966-2009              | LEO : 2,8 à 4,1 t.    | h                     | 200                 | 43        | 1             | 1               | 8         | 1             | 1               |           |               |                 |
| Dnepr                 | 1999-2015              | LEO : 4,5 t.          | h                     | 0                   | 1         | 0             | 0               | 12        | 1             | 0               | 9         | 0             | 0               |
| Strela                | 2003-2014              | LEO : 1,6 t.          | h                     |                     |           |               |                 | 1         | 0             | 0               | 1         | 0             | 0               |
| Start                 | 1993-                  | LEO : 0,55 t.         | p                     |                     | 3         | 1             | 0               | 4         | 0             | 0               |           |               |                 |
| Volna/Shtil           | 1995-2005              | LEO : 0,1 t.          | h                     |                     | 1         | 0             | 0               | 5         | 1             | 2               |           |               |                 |
| Total Russie/ Ukraine | Total Russie/ Ukraine  | Total Russie/ Ukraine | Total Russie/ Ukraine | 2182                | 430       | 17            | 6               | 285       | 10            | 9               | 280       | 14            | 6               |

Autres lanceurs
- Fusée Energia, portant la navette russe Buran
- La famille de lanceurs R-7, dont entre autres :
  - Semiorka, premier missile intercontinental
  - Fusée Spoutnik, premier lancement de satellite au monde (sonde Spoutnik)
  - Fusée Vostok, premier homme dans l'espace
  - Fusée Molniya, dérivée de la Semiorka
  - Fusée Voskhod, dérivée de la Semiorka
  - Soyouz-5 (en développement)

### Europe
| Lanceurs | Premier et dernier vol | Charge utile         | Technologie | nbre vols 1957-1989 | 1990-1999 | 1990-1999     | 1990-1999       | 2000-2009 | 2000-2009     | 2000-2009       | 2010-2019 | 2010-2019     | 2010-2019       |
| -------- | ---------------------- | -------------------- | ----------- | ------------------- | --------- | ------------- | --------------- | --------- | ------------- | --------------- | --------- | ------------- | --------------- |
| Lanceurs | Premier et dernier vol | Charge utile         | Technologie | nbre vols 1957-1989 | nbre tirs | échecs totaux | échecs partiels | nbre tirs | échecs totaux | échecs partiels | nbre tirs | échecs totaux | échecs partiels |
| Vega     | 2012-                  | LEO : 2,3 t.         | p+h         | 0                   | 0         | 0             | 0               | 0         | 0             | 0               | 15        | 1             | 0               |
| Ariane 5 | 1996-                  | LEO : 20 t.          | c+p         |                     | 4         | 1             | 1               | 45        | 1             | 1               | 57        | 0             | 1               |
| Ariane 4 | 1988-2003              | LEO : 4,6 à 7 t.     | c+h         | 2                   | 87        | 3             | 0               | 23        | 0             | 0               | 0         | 0             | 0               |
| Ariane 3 | 1984-1989              | GTO : 2,7 t.         | c+h         | 11                  | 0         | 0             | 0               | 0         | 0             | 0               | 0         | 0             | 0               |
| Ariane 2 | 1986-1989              | GTO : 2,2 t.         | c+h         | 6                   | 0         | 0             | 0               | 0         | 0             | 0               | 0         | 0             | 0               |
| Ariane 1 | 1979-1986              | GTO : 1,8 t.         | c+h         | 11                  | 0         | 0             | 0               | 0         | 0             | 0               | 0         | 0             | 0               |
| Europa   | 1968-1971              | GTO : 0,15 t.        | c+h         | 11                  | 0         | 0             | 0               | 0         | 0             | 0               | 0         | 0             | 0               |
| Diamant  | 1965-1975              | LEO : 0,13 à 0,22 t. | c+p         | 12                  | 0         | 0             | 0               | 0         | 0             | 0               | 0         | 0             | 0               |

Autres lanceurs : 
- Lanceur Zéphyr (en développement, France)
- Lanceur Spectrum (en développement, Allemagne)
- Lanceur MIURA 5 (en développement, Espagne)
- Famille Ariane (Europe) : 
  - Ariane 6 (en développement)
- Lanceur OB-1 (en développement, Hybrid Propulsion for Space, France)

- Projet Europa (Europe) :
  - Cora (test de 2ème et 3ème étages d'Europa)
- Programme des Pierres Précieuses (France) :
  - Agathe (test des télémesures et installations au sol du lanceur Diamant)
  - Topaze (test du guidage et du pilotage du lanceur Diamant)
  - Emeraude (test du 1er étage du lanceur Diamant)
  - Saphir (intégration des 1er et 2ème étages du lanceur Diamant)
  - Rubis (test du 3ème étage, de la coiffe et du suivi de satellisation du lanceur Diamant)

### Chine
| Lanceurs         | Premier et dernier vol | Charge utile     | Technologie | nbre vols 1957-1989 | 1990-1999 | 1990-1999     | 1990-1999       | 2000-2009 | 2000-2009     | 2000-2009       | 2010-2019 | 2010-2019     | 2010-2019       |
| ---------------- | ---------------------- | ---------------- | ----------- | ------------------- | --------- | ------------- | --------------- | --------- | ------------- | --------------- | --------- | ------------- | --------------- |
| Lanceurs         | Premier et dernier vol | Charge utile     | Technologie | nbre vols 1957-1989 | nbre tirs | échecs totaux | échecs partiels | nbre tirs | échecs totaux | échecs partiels | nbre tirs | échecs totaux | échecs partiels |
| Longue Marche 2  | 1974-                  | LEO : 2 à 9,2 t. | h           | 12                  | 21        | 1             | 1               | 25        | 0             | 0               | 61        | 1             | 1               |
| Longue Marche 3  | 1984-                  | LEO : 5,2 t.     | h           | 5                   | 15        | 1             | 2               | 23        | 0             | 1               | 78        | 0             | 1               |
| Longue Marche 4  | 1988-                  | LEO : 4,8 t.     | h           | 1                   | 3         | 0             | 0               | 14        | 0             | 0               | 47        | 3             | 0               |
| Longue Marche 5  | 2016-                  | LEO : 23 t.      | c           |                     |           |               |                 |           |               |                 | 3         | 1             | 0               |
| Longue Marche 6  | 2015-                  | LEO : 1,3 t.     | c           |                     |           |               |                 |           |               |                 | 3         | 0             | 0               |
| Longue Marche 7  | 2016-                  | LEO : 13,5 t.    | c           |                     |           |               |                 |           |               |                 | 2         | 0             | 0               |
| Longue Marche 11 | 2015-                  | LEO : 0,7 t.     | p           |                     |           |               |                 |           |               |                 | 8         | 0             | 0               |
| Kaituozhe        | 2002-                  | LEO : 0,35 t.    | p           |                     |           |               |                 | 2         | 2             | 0               | 1         | 0             | 0               |
| Kuaizhou         | 2013-                  | LEO : 0,6 t.     | p           |                     |           |               |                 |           |               |                 | 9         | 0             | 0               |
| Hyperbola        | 2019-                  | LEO : 0,3 t.     | p           |                     |           |               |                 |           |               |                 | 1         | 0             | 0               |
| Jielong          | 2019-                  | LEO : 0,2 t.     | p           |                     |           |               |                 |           |               |                 | 1         | 0             | 0               |
| OS-M             | 2019-                  | LEO : 0,2 t.     | p           |                     |           |               |                 |           |               |                 | 1         | 1             | 0               |
| Zhuque           | 2018-                  | LEO : 0,3 t.     | p           |                     |           |               |                 |           |               |                 | 1         | 1             | 0               |
| Total Chine      | Total Chine            | Total Chine      | Total Chine | 18                  | 39        | 2             | 3               | 64        | 2             | 1               | 216       | 7             | 2               |

### Inde
| Lanceurs   | Premier et dernier vol | Charge utile | Technologie | nbre vols 1957-1989 | 1990-1999 | 1990-1999     | 1990-1999       | 2000-2009 | 2000-2009     | 2000-2009       | 2010-2019 | 2010-2019     | 2010-2019       |
| ---------- | ---------------------- | ------------ | ----------- | ------------------- | --------- | ------------- | --------------- | --------- | ------------- | --------------- | --------- | ------------- | --------------- |
| Lanceurs   | Premier et dernier vol | Charge utile | Technologie | nbre vols 1957-1989 | nbre tirs | échecs totaux | échecs partiels | nbre tirs | échecs totaux | échecs partiels | nbre tirs | échecs totaux | échecs partiels |
| PSLV       | 1993-                  | LEO : 3,4 t. | p/h+p       |                     | 5         | 1             | 1               | 11        | 0             | 0               | 31        | 1             | 0               |
| GSLV       | 2002-                  | LEO : 8 t.   | h/c+p       |                     |           |               |                 | 5         | 1             | 2               | 11        | 2             | 0               |
| SLV/ASLV   | 1979-1994              | LEO : 150 kg | p           | 6                   | 2         | 0             | 1               |           |               |                 |           |               |                 |
| Total Inde | Total Inde             | Total Inde   | Total Inde  | 6                   | 7         | 1             | 2               | 16        | 1             | 2               | 42        | 3             | 0               |

### Japon
| Lanceurs    | Premier et dernier vol | Charge utile          | Technologie | nbre vols 1957-1989 | 1990-1999 | 1990-1999     | 1990-1999       | 2000-2009 | 2000-2009     | 2000-2009       | 2010-2019 | 2010-2019     | 2010-2019       |
| ----------- | ---------------------- | --------------------- | ----------- | ------------------- | --------- | ------------- | --------------- | --------- | ------------- | --------------- | --------- | ------------- | --------------- |
| Lanceurs    | Premier et dernier vol | Charge utile          | Technologie | nbre vols 1957-1989 | nbre tirs | échecs totaux | échecs partiels | nbre tirs | échecs totaux | échecs partiels | nbre tirs | échecs totaux | échecs partiels |
| H-IIA/B     | 2001-                  | LEO : 19 t.           | c+p         |                     |           |               |                 | 17        | 1             | 0               | 29        | 0             | 0               |
| H-II        | 1994-1999              | LEO : 10 t.           | c+p         |                     | 7         | 1             | 1               |           |               |                 |           |               |                 |
| H-I         | 1986-1992              | LEO : 3,2 t.          | c+p         | 5                   | 4         | 0             | 0               |           |               |                 |           |               |                 |
| Epsilon     | 2013-                  | LEO : 1,5 t.          | p           |                     |           |               |                 |           |               |                 | 4         | 0             | 0               |
| M-V         | 1997-2006              | LEO : 1,9 t.          | p           |                     | 2         | 0             | 0               | 5         | 1             | 0               |           |               |                 |
| M-3         | 1974-1993              | LEO : jusqu'à 0,77 t. | p           | 23                  | 4         | 0             | 1               |           |               |                 |           |               |                 |
| SS-520      | 2002-                  | LEO : 20 t.           | a           |                     |           |               |                 |           |               |                 | 2         | 1             | 0               |
| Total Japon | Total Japon            | Total Japon           | Total Japon | 28                  | 17        | 1             | 2               | 22        | 2             | 0               | 35        | 1             | 0               |

Autres lanceurs : 
- Lambda (retiré du service)
- J-I (un seul tir) (retiré du service)
- N-II (retiré du service)

### Autres pays
| Lanceurs                    | Premier et dernier vol | Charge utile      | Technologie       | nbre vols 1957-1989 | 1990-1999 | 1990-1999     | 1990-1999       | 2000-2009 | 2000-2009     | 2000-2009       | 2010-2019 | 2010-2019     | 2010-2019       | 2020-2029 | 2020-2029     | 2020-2029       |
| --------------------------- | ---------------------- | ----------------- | ----------------- | ------------------- | --------- | ------------- | --------------- | --------- | ------------- | --------------- | --------- | ------------- | --------------- | --------- | ------------- | --------------- |
| Lanceurs                    | Premier et dernier vol | Charge utile      | Technologie       | nbre vols 1957-1989 | nbre tirs | échecs totaux | échecs partiels | nbre tirs | échecs totaux | échecs partiels | nbre tirs | échecs totaux | échecs partiels | nbre tirs | échecs totaux | échecs partiels |
| Shavit (Israel)             | 1988-                  | LEO : 0,5 t.      | p                 |                     | 4         | 1             | 0               | 3         | 1             | 0               | 3         | 0             | 0               | 0         | 0             | 0               |
| VLS-1 (Brésil)              | 1997-1999              | LEO : 0,38 t.     | p                 |                     | 2         | 2             | 0               |           |               |                 |           |               |                 |           |               |                 |
| Safir (Iran)                | 2008-                  | LEO : 0,05 t.     | h                 |                     |           |               |                 | 2         | 1             | 0               | 6         | 3             | 0               | 0         | 0             | 0               |
| Simorgh (Iran)              | 2017-                  | LEO : 0,35 t.     | h                 |                     |           |               |                 |           |               |                 | 1         | 1             | 0               | 1         | 1             | 0               |
| Qased (Iran)                | 2020-                  |                   | h/p               |                     |           |               |                 |           |               |                 |           |               |                 | 1         | 0             | 0               |
| Taepodong (Corée du Nord)   | 2002-                  | LEO : 20 t.       | a                 |                     | 1         | 1             | 0               | 2         | 2             | 0               | 3         | 1             | 1               | 0         | 0             | 0               |
| Unha (Corée du Nord         | 2009-                  | LEO : 0,1 t.      | h                 |                     |           |               |                 |           |               |                 | 3         | 1             | 0               | 0         | 0             | 0               |
| Naro-1 (Corée du Sud)       | 2009-2013              | LEO : 0,1 t.      | c                 |                     |           |               |                 | 1         | 1             | 0               | 2         | 1             | 0               | 0         | 0             | 0               |
| Electron (Nouvelle-Zélande) | 2014-                  | LEO : 0,2 t.      | c                 |                     |           |               |                 |           |               |                 | 10        | 1             | 0               | 0         | 0             | 0               |
| Total autres pays           | Total autres pays      | Total autres pays | Total autres pays |                     | 7         | 4             | 0               | 8         | 5             | 0               | 28        | 8             | 1               |           |               |                 |

Autres lanceurs : 
- KSLV-2 (en développement) (Corée du Sud)

## Lancements en 2017 par pays, lanceur et base de lancement
Graphiques des lancements par pays ayant développé les lanceurs, familles de lanceur et base de lancement utilisées. Chaque lancement est compté une seule fois quel que soit le nombre de charges utiles emportées. 
| - États-Unis: 29 (32,2 %) - Chine: 18 (20 %) - Russie: 20 (22,2 %) - Europe: 9 (10 %) - Inde: 5 (5,6 %) - Japon: 7 (7,8 %) - Ukraine: 1 (1,1 %) - Nouvelle-Zélande: 1 (1,1 %) | - Longue Marche: 16 (17,8 %) - Soyouz: 15 (16,7 %) - Falcon 9: 18 (20 %) - Atlas V: 6 (6,7 %) - Ariane 5: 6 (6,7 %) - PSLV: 3 (3,3 %) - Delta IV: 2 (2,2 %) - H-IIA et B: 6 (6,7 %) - Proton: 3 (3,3 %) - Autres: 15 (16,7 %) | - Cape Canaveral/Kennedy: 19 (21,1 %) - Baïkonour: 13 (14,4 %) - Kourou: 11 (12,2 %) - Juiquan: 6 (6,7 %) - Satish Dhawan: 5 (5,6 %) - Xichang: 8 (8,9 %) - Plessetsk: 5 (5,6 %) - Taiyuan: 2 (2,2 %) - Vandenberg: 9 (10 %) - Tanegashima: 6 (6,7 %) - Autres: 6 (6,7 %) |
| Lancements par pays | Lancements par famille de lanceurs | Vols par base de lancement |